# اگر (ترانه پینک فلوید)
اگر  (به انگلیسی: If) نام ترانه‌ای از آلبوم مادر قلب‌اتمی است که گروه راک پینک فلوید در سال ۱۹۷۰ منتشر کرد. این ترانه در مورد واکاوی خود است و مدت ۴:۳۱ آن ثانیه است.

## اجرا کنندگان
راجر واترز:خواننده، گیتار آکوستیک، گیتار باس
دیوید گیلمور:گیتار الکتریک
ریچارد رایت:درام
نیک میسن:پیانو، ارگ